# Bente Skari
Bente Skari   (Nittedal, 10 de setembre de 1972) o Bente Skari-Martinsen és una esquiadora de fons noruega, ja retirada, que destacà entre les dècades del 1990 i del 2000.

## Biografia
Va néixer el 10 de setembre de 1972 a la ciutat d'Oslo, filla del també esquiador de fons i medallista olímpic Odd Martinsen. Inicià la competició sota el nom de naixement Bente Martinsen, si bé el 1999 es casà amb Geir Skari, del qual adoptà el seu cognom.

## Carrera esportiva
Va participar en els Jocs Olímpics d'Hivern de 1994 realitzats a la ciutat de Lillehammer (Noruega), on finalitzà vintena en l'única prova en la qual competí, el 15 quilòmetres. En els Jocs Olímpics d'Hivern de 1998 realitzats a Nagano (Japó) aconseguí guanyar dues medalles olímpiques: la medalla de plata en els relleus 4x5 km i la medalla de bronze en els 5 km, a més de finalitzar sisena en els 15 km i novena en la persecució 5/10 quilòmetres. En els Jocs Olímpics d'Hivern de 2002 realitzats a Salt Lake City (Estats Units) aconseguí guanyar tres medalles: la medalla d'or en els 10 km. batent les favorites Olga Danílova i Iúlia Txepàlova, la medalla de plata en els relleus 4x5 km i la medalla de bronze en els 30 km, a més de finalitzar sisena en la persecució 10 quilòmetres.
Al llarg de la seva carrera aconseguí guanyar set medalles en el Campionat del Món d'esquí nòrdic, destacant els cinc ors aconseguits (5 km.: 1999; 10 km.: 2001 i 2003; i 15 km.: 2001 i 2003). Finalitzà quatre vegades primera en la Copa del Món de l'especialitat.